# Abell 262
Abell 262 fait partie de la chaîne de galaxies du superamas de Persée-Poissons. Ce filament est l'une des plus grandes structures de l'Univers. Elle s'étend de l'amas de Persée (Abell 426) jusqu'aux groupes de NGC 507 et de NGC 363 dans la partie nord de la constellation des Poissons. Même à une distance d'environ 200 millions d’années-lumière, elle s'étire sur plus de 40° sur la sphère céleste. Comme l'amas galactique d'Hercule, Abell 262 est inhabituel parce que la majorité de ses galaxies sont de type spirale. Cependant, la galaxie géante centrale de l'amas, NGC 708, est une galaxie elliptique (E2). Abell 262 contient entre 40 et 100 galaxies et on le qualifie d'amas irrégulier.

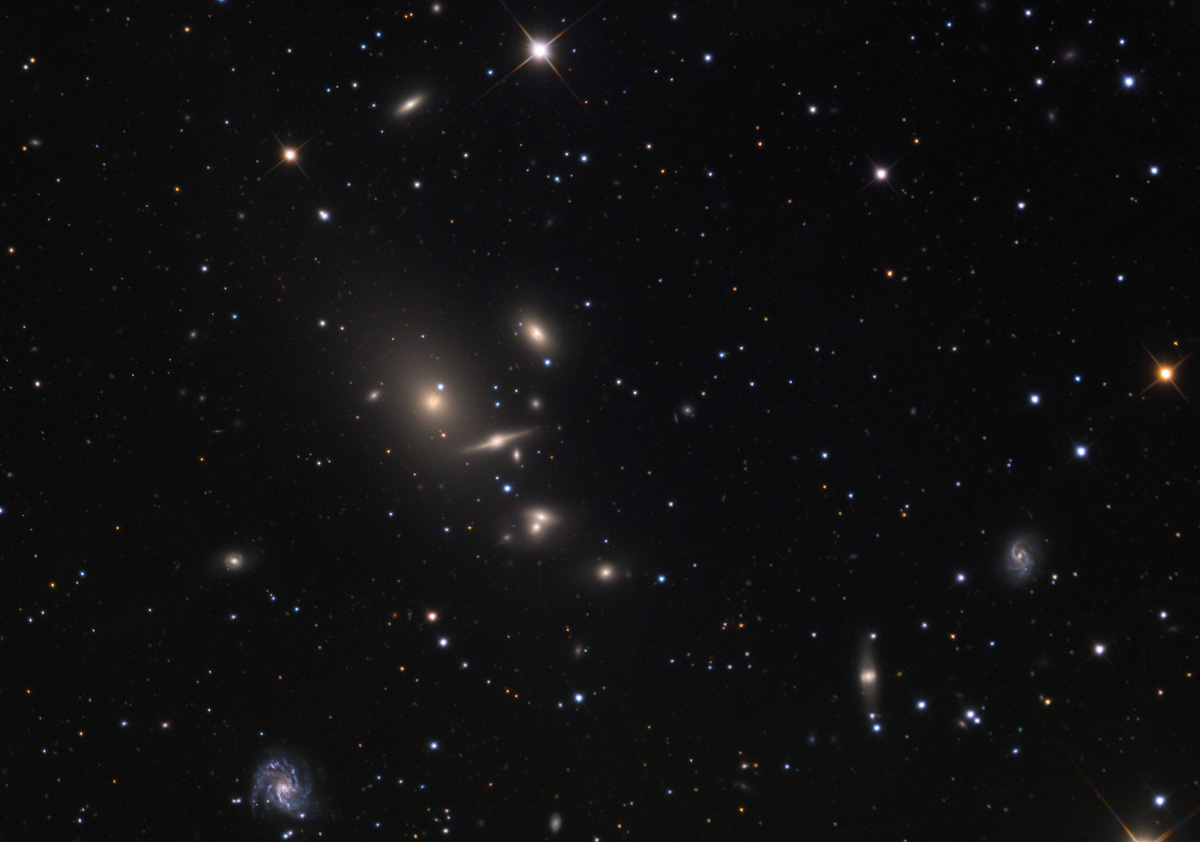
L'amas galactique Abell 262. (Adam Block/Mount Lemmon SkyCenter/University of Arizona)

| Galaxie | m    | A.D           | Déc.        | Redshift | Dimension (kal) | Distance                            |
| ------- | ---- | ------------- | ----------- | -------- | --------------- | ----------------------------------- |
| NGC 700 | 14,6 | 01h 52m 16.8s | 36° 02′ 12″ | 0,015264 | 48              | 62,7 ± 4,4 Mpc (∼205 millions d'al) |
| NGC 703 | 13,3 | 01h 52m 39.6s | 36° 10′ 17″ | 0,018613 | 65              | 76,4 ± 5,3 Mpc (∼249 millions d'al) |
| NGC 704 | 13,0 | 01h 52m 37.8s | 36° 07′ 32″ | 0,015778 | 37              | 64,8 ± 4,5 Mpc (∼211 millions d'al) |
| NGC 705 | 13,7 | 01h 52m 41.5s | 36° 08′ 38″ | 0,015057 | 70              | 61,8 ± 4,4 Mpc (∼202 millions d'al) |
| NGC 708 | 11,9 | 01h 52m 46.5s | 36° 09′ 07″ | 0,016195 | 189             | 66,5 ± 4,8 Mpc (∼217 millions d'al) |
| NGC 709 | 14,2 | 01h 52m 50.6s | 36° 13′ 24″ | 0,011928 | 46              | 49,0 ± 3,5 Mpc (∼160 millions d'al) |
| NGC 710 | 13,5 | 01h 52m 53.9s | 36° 03′ 10″ | 0,020454 | 104             | 84,0 ± 5,8 Mpc (∼274 millions d'al) |
| NGC 714 | 13,2 | 01h 53m 29.6s | 36° 13′ 17″ | 0,014737 | 86              | 60,5 ± 4,4 Mpc (∼197 millions d'al) |
| NGC 717 | 14,0 | 01h 53m 55.1s | 36° 13′ 46″ | 0,016571 | 84              | 68,1 ± 5,8 Mpc (∼222 millions d'al) |
| NGC 759 | 12,8 | 01h 57m 50.3s | 36° 20′ 35″ | 0,015567 | 85              | 63,9 ± 4,6 Mpc (∼208 millions d'al) |